# Geist (Band)
Geist ist eine Rockband aus Köln, Deutschland, die sich musikalisch zwischen Progressive und Alternative Rock bewegt.

## Geschichte
Die Band wurde im Jahr 2000 in Köln gegründet.
2002 brachte sie ihr erstes Album in Eigenproduktion heraus. Mit dem Album Für alle Zeit erzielte sie 2007 positive Presse- und Publikumsresonanzen und größere regionale Bekanntheit. Die Band hat daneben Beiträge auf einigen Kompilationen veröffentlicht.

## Diskografie
- 2002: Geist
- 2007: Für alle Zeit (Danse Macabre)
- 2008: Unplugged (EP)
- 2010: Feuerengel (Single)
- 2011: Feuerengel (Fatianol Records / Rough Trade)
- 2013: Ohne Worte (Fatianol Records / Rough Trade)
- 2016: Ausser Kontrolle (Eat The Beat Music / Carrycoal)